# Nathan Saliba
Nathan-Dylan Saliba (Longueuil, 7 februari 2004) is een Canadees voetballer die sinds 2025 uitkomt voor RSC Anderlecht.

## Clubcarrière
Saliba begon zijn jeugdopleiding bij CS Longueuil en stapte als tiener over naar Montreal Impact, dat in 2021 werd omgedoopt tot CF Montréal. In december 2020 ondertekende hij zijn eerste profcontract bij de club. In december 2022 werd zijn contract met twee jaar verlengd. In juni 2025 ondertekende Saliba een vierjarig contract bij de Belgische recordkampioen RSC Anderlecht.

## Interlandcarrière
Saliba maakte op 7 september 2024 zijn interlanddebuut voor Canada: in een vriendschappelijke interland tegen de Verenigde Staten (1-2-winst) liet bondscoach Jesse Marsch hem in de blessuretijd invallen. In juni 2025 selecteerde Marsch hem voor de CONCACAF Gold Cup. Tijdens deze Gold Cup scoorde hij tweemaal in de eerste twee groepswedstrijden: tegen Honduras legde hij de 6-0-eindscore vast, in het 1-1-gelijkspel tegen Curaçao scoorde hij dan weer het enige Canadese doelpunt. Hiermee had hij een belangrijk aandeel in de kwalificatie voor de knock-outfase, waarin Canada het in de kwartfinale opnam tegen Guatamala. In de strafschoppenserie tegen Guatemala zette Saliba zijn elfmeter succesvol om, maar desondanks sneuvelde Canada in de kwartfinale.
| Interlands van Nathan Saliba | Interlands van Nathan Saliba | Interlands van Nathan Saliba | Interlands van Nathan Saliba | Interlands van Nathan Saliba | Interlands van Nathan Saliba | Interlands van Nathan Saliba |
| No.                          | Datum                        | Wedstrijd                    | Uitslag                      | Soort Wedstrijd              | Doelpunten                   |                              |
| Als speler bij CF Montréal   | Als speler bij CF Montréal   | Als speler bij CF Montréal   | Als speler bij CF Montréal   | Als speler bij CF Montréal   | Als speler bij CF Montréal   | Als speler bij CF Montréal   |
| ---------------------------- | ---------------------------- | ---------------------------- | ---------------------------- | ---------------------------- | ---------------------------- | ---------------------------- |
| 1.                           | 7 september 2024             | Verenigde Staten – Canada    | 1 – 2                        | Vriendschappelijk            | -                            |                              |
| 2.                           | 15 september 2024            | Canada – Panama              | 0 – 3                        | Vriendschappelijk            | -                            |                              |
| 3.                           | 7 juni 2025                  | Canada – Oekraïne            | 4 – 2                        | Vriendschappelijk            | -                            |                              |
| 4.                           | 17 juni 2025                 | Canada – Honduras            | 6 – 0                        | Gold Cup 2025                | 90'                          |                              |
| 5.                           | 21 juni 2025                 | Curaçao – Canada             | 1 – 1                        | Gold Cup 2025                | 9'                           |                              |
| 6.                           | 29 juni 2025                 | Canada – Guatemala           | 1 – 1                        | Gold Cup 2025                | -                            |                              |
| Totaal                       | Totaal                       | Totaal                       | Totaal                       | Totaal                       | 2                            |                              |

Bijgewerkt tot 5 maart 2024
3 Hey ·
4 Simić ·
5 N'Diaye ·
6 Augustinsson ·
10 Verschaeren ·
11 Hazard ·
12 Dolberg ·
14 Vertonghen ·
16 Kikkenborg ·
17 Leoni ·
18 Ashimeru ·
19 Angulo ·
20 Vázquez ·
21 Huerta ·
23 Rits ·
25 Foket ·
26 Coosemans ·
27 Edozie ·
29 Stroeykens ·
34 Adryelson ·
43 Dendoncker ·
42 Sardella ·
42 Goto ·
55 Kana ·
63 Vanhoutte ·
79 Maamar ·
Coach: Besnik Hasi
· Assistent-coach: Michaelsen
· Keeperstrainer: Merz